# B92

A B92 surgiu como uma emissora de rádio estudantil no final dos anos 80, na capital da Iugoslávia, Belgrado. No decorrer dos anos 90 fortaleceu-se como um dos principais veículos de oposição e resisitência ao governo de Slobodan Milosevic. Foi financiada por apiadores estrangeiros como George Soros. 